# قائمة المنشورات الهامة في الطب
هذه قائمة بأهم المؤَلَّفات والمنشورات في الطب، مُرتبةً حسب المجال.
من الأسباب التي تجعل مؤَلَّف معين يُعتبر مهماً هو أن يكون المؤَلّف:
- مبتَكراً للموضوع–أي أن يتطرَّق إلى موضوع جديد لم تسبق الكتابة عنه.
- مُحدِثاً انطلاقة كبيرة–كأن يُغيِّر المعرفة العلمية بشكل كبير.
- مؤثراً–أثَّر على العالم بشكلٍ كبيرٍ أو كان له الأَثَر الكبير في تدريس الطب.

المصدر البيبليوغرافي النهائي للكتب والمقالات التي تُوضِّح تاريخ الطب وتُحدّد المنشورات الأولى في هذا المجال هو «جاريسون ومورتون»). ((مورتون ليزيلي توماس)، فهرس كتاب مورتون الطبي: هو قائمة مراجعة مشروحة للنصوص التي توضح تاريخ الطب (جاريسون ومورتون). الطَّبعة الخامسة / حرَّرَها جيرمي م.نورمان. – ألدرشوت، هامبشاير، انجلترا؛ بروكفيلد (فيرمونت)، الولايات المتحدة الأمريكية: رقم الكتاب المعياري الدولي هو 978-0-85967-897-1). كما أنه مُتاح إلكترونيًا مقابل رسوم.

## الكتب الأساسية
كتاب المقالات الخمس
المؤلف: ديسقوريدوس.
بيانات الكتاب: علم الأدوية الطبية، 50-70.
النسخة الالكترونية: كتاب ديسقوريدس في موادّ العلاج (ديسقوريدس).
الوصف: كان هذا العمل المكون من خمسة مجلّدات مقدِّمة لجميع دساتير الأدوية الحديثة. في الواقع، ظَلَّ قيد الاستخدام حتى القرن السادس عشر، على الرغم من وجود بعض التعليقات الإضافيّة والإضافات من المصادر العربية والهندية.
الأهمية: ابتكار موضوع، إحداث انطلاقة كبيرة، ذو أثر.
القانون في الطب
المؤلف: ابن سينا.
بيانات الكتاب: القانون في الطب، 1025.
الوصف: كانت هذه الموسوعة الطبية المُؤَلَّفة من أربعةَ عشرَ مجلدًا هي الأولى من نوعها، وظَلَّت الكتاب الطبي الأكثر شعبيّة في كل من أوروبا والعالم الإسلامي حتى القرن السابع عشر واستمر استخدامها حتى أواخر القرن التاسع عشر. ومن بين الأشياء الأخرى، الكتاب معروف باكتشاف الأمراض المعدية، وتمهيد الطِّب التجريبي، التجارب السريرية، التجارب العشوائية المنتظمة، اختبارات الفعاليّة، وعلم العقاقير السريري. يعتبر هذا العمل واحد من الكتب الأكثر شهرةً في تاريخ الطب.
الأهمية: ابتكار موضوع، إحداث انطلاقة كبيرة، ذو أثر.
تمارين تشريحية على حركة القلب والدم في الحيوانات
المؤلف: ويليام هارفي.
بيانات الكتاب: 1628.
الوصف: العمل الذي شَرَح فيه هارفي دوران الدم.
الأهمية: إحداث انطلاقة كبيرة، ذو أثر.
مبادئ وممارسة الطب: مصمم لاستخدام الممارسين وطلاب الطب
المؤلف: وليام أوسلر.
الوصف: نُشِر هذا الكتاب لأول مرة في عام 1892 عندما كان أوسلر أستاذاً للطب في جامعة جونز هوبكنز، وتُرجِم هذا الكتاب، في وقته، إلى اللّغات الفرنسية والألمانية والروسية والبرتغالية والإسبانية والصينية. وأصبح الكتاب الطّبي الأكثر أهمية في السنوات ال 40 اللاحقة.
الأهمية: ذو أثر.

## دراسات حديثة
معدل الوفيات بالنسبة للتدخين: 50 سنة من مراقبة الأطباء البريطانيين الذكور
المؤلفون: ريتشارد دول، ريتشارد بيتو، جيليان بوريهام، ايليزاب ساذرلاند.
بيانات الدراسة: المجلة الطبية البريطانية 2004؛ 328: 1519-33.
الوصف: أُجريت هذه الدراسة على أطباء بريطايين. وهي تجربة سريرية مرتقبة استمرت من عام 1950 حتى عام 2001، وفي عام 1956، قَدَّمت أدلةً إحصائيةً مقنِعةً بأن تدخين التبغ يزيد من خطرِ الإصابةِ بسرطان الرئة.
الأهمية: ذات أثر.
تجربة عشوائية لخفض الكوليسترول في 4444 مريضًا يعانون من أمراض القلب التاجية: الدراسة الاسكندفانية لدواء سيمفاستاتين وتأثيره على البقاء
المؤلفون: فريق الدّراسة الاسكندفانية لدواء سيمفاستاتين وتأثيره على البقاء.
بيانات الدراسة: ذا لانسيت 1994؛ 344: 1383-1389.
الوصف: الدراسة الاسكندفانية لدواء سيمفاستاتين وتأثيره على البقاء (المعروفة أيضاً باسم 4S) هي تجربة سريرية متعددة المراكز أُجريت في تسعينيات القرن الماضي في الدول الاسكندنافية. وكان الهدف من الدراسة هو تقييم تأثير دواء خفض الكوليسترول (المسمى سيمفاستاتين) على معدل الوفيات والاعتلال في مجموعة مكونة من 4444 من المرضى الذين يعانون من أمراض القلب التاجية، والذين تتراوح أعمارهم بين 35 و70 سنة. المرضى الذين خضعوا للدراسة كان ارتفاع الكولسترول عندهم معتدلاً بين 5.5 و8.0 ملليمول/ لتر. وأظهرت نتائج التجربة أن السيمفاستاتين له أثر في تقليل معدل الوفيات والاعتلال في المرضى الذين يعانون من أمراض القلب التاجية.
الأهمية: ذات أثر.
دراسة حماية القلب
المؤلف: مجلس البحوث الطبية.
الوصف: دراسة حماية القلب هي تجربة عشوائية منتظمة كبيرة قام بها مجلس البحوث الطبية في المملكة المتحدة. تدرس استخدام دواء الستاتين (سيمفاستاتين 40 ملجرام) والمكملات الفيتامينية (فيتامين ي، وفيتامين سي وبيتا كاروتين) في المرضى المعرضين لخطر الإصابة بأمراض القلب والأوعية الدموية.
الأهمية: ذات أثر.

## منشورات في الطب مقسمة حسب المجال

### طب القلب
الزرع الوقائي لجهاز إزالة الرجفان القلبي في المرضى الذين يعانون من احتشاء عضلة القلب وانخفاض الكسر القذفي
المؤلفون: جي موس، و.زاريبا، و.جاكسون هال، هيلمت كلان، ديفيد ج.ويلبر، ديفيد س.كانوم، جيمس ب.دوبرت، ستيفن ل.هيغينز، ماري و.براون، مارك ل.آندريز، ومحققون ثانويون في تجربة زرع مزيل الرجفان الآلي متعدد المراكز.
بيانات الدراسة: نيو إنغلاند جورنال أوف ميديسين 21/3/2002؛ 346 (12): 877-83. كتاب النشر الاكتروني 19/3/2002.
الوصف: تُظهر هذه الدراسة أن أي شخص مصاب بمرض القلب التاجي وانخفاض الكسر القذفي يجب أن يُزرع له جهاز مُقوِّم نظم القلب ومزيل الرجفان.
الأهمية: ذات أثر.

## علم الغدد الصماء
مستخلصات البنكرياس في علاج مرض السكري
المؤلفون: ف.ج.بانتنغ، س.ه.بيست، ج.ب.كوليب، ب.ر.كامب بيل، أ.أ.فليتشر.
بيانات الدراسة: مجلة الجمعية الطبية الكندية 1992؛ 12: 141-146.
الوصف: أثبت بانتينغ وبيست وجود مادة البنكرياس الافتراضية التي أطلق عليها شاربي شافر «الأنسولين».
الأهمية: ابتكار موضوع، إحداث انطلاقة كبيرة، ذات أثر.
مرض السكري: تمايزه إلى أنواع حساسة للأنسولين وغير حساسة للأنسولين.
المؤلف: هارولد بيرسيفال هيمسورث.
بيانات الدراسة: ذا لانسيت 1936؛ ي: 127-130.
الوصف: وأشار هيمسورث إلى أن هناك نوعين رئيسيين من مرض السكري، وهما: سكري النوع الأول (نقص الأنسولين) وسكري النوع الثاني (مقاوم للأنسولين). وكان هيمسورث أول من استخدم مصطلح «حساس للأنسولين» و«غير حساس للأنسولين».
الأهمية: إحداث انطلاقة كبيرة، ذات أثر.